# گلهای داوودی
گل‌های داوودی با نام اولیهٔ چشمهایم باش فیلمی به کارگردانی رسول صدر عاملی و نویسندگی فریدون جیرانی ساخته سال ۱۳۶۳ است. این فیلم بر اساس طرحی از قاضی ربیحاوی نوشته شده‌است. رسول صدر عاملی در گفتگویی با ماهنامهٔ سینمایی فیلم دربارهٔ عنوان فیلم گفت:
 «می‌دانید که گل‌ها در بین ملل مختلف، مفاهیم خاصی دارند که البته بیشتر این مفاهیم، در جوامع مختلف یکی است. گلِ سرخ نشانهٔ دوست داشتن و گل زرد نشانه نفرت است و گل داوودی یعنی صدایت را دوست دارم»

## خلاصهٔ داستان
عباس صفاری (داوود رشیدی) در جریان بروز مشاجره با دوست خود باعث مرگ ناگهانی وی شده و به ۲۵ سال حبس محکوم می‌شود. با سپری شدن ۲۰ ساله محکومیت و عفو ۵ سال آخر قرار آزادی عباس صادر می‌گردد. اما روز موعود در شرایطی که همگان منتظر آزادی عباس هستند، استوار هدایت (جمشید مشایخی) خبر مرگ ناگهانی عباس را به همسرش، عصمت (پروانه معصومی) می‌دهد. اما عصمت از گفتن حقیقت به فرزند نابینای خود، جواد (بیژن امکانیان) که در آستانه برگزاری مراسم ازدواجش قرار دارد خودداری می‌کند. استوار هدایت که قبل از عزیمت به سفر عصمت را در جریان واقعیت کشته شدن عباس به دست یکی از مأمورین زندان قرار داده بود با تقاضای وی مبنی بر معرفی خود به عنوان پدر جواد و حضور در مراسم عروسی او مواجه می‌شود. جواد که به‌طور ناگهانی در جریان مکالمه استوار و مادرش قرار می‌گیرد خانه را ترک کرده و از حضور در مراسم خودداری می‌کند. اما سرانجام توسط همسرش مریم (هیلدا پیرزاد) متقاعد شده و با واقعیت مرگ پدرش کنار می‌آید.

## بازیگران
- پروانه معصومی
- داوود رشیدی
- جمشید مشایخی
- بیژن امکانیان
- هیلدا پیرزاد
- جعفر والی
- مهری ودادیان
- کاظم معصومی
- فرهاد نیکپور
- محمود بصیری
- حسین صفریان
- میرصلاح حسینی
- حمید دلشکیب

## جوایز
| برنده           | رده               | جشنواره                             | سال  | منبع  |
| --------------- | ----------------- | ----------------------------------- | ---- | ----- |
| کامبیز روشن‌روان | بهترین موسیقی متن | دوره سوم جشنواره بین‌المللی فیلم فجر | ۱۳۶۳ | [ ۴ ] |
| عباس گنجوی      | بهترین تدوین      | دوره سوم جشنواره بین‌المللی فیلم فجر |      | [ ۵ ] |
| جمشید مشایخی    | نقش اول مرد       | دوره سوم جشنواره بین‌المللی فیلم فجر |      | [ ۶ ] |
| پروانه معصومی   | نقش اول زن        | دوره سوم جشنواره بین‌المللی فیلم فجر |      | [ ۷ ] |
| فیروز ملک‌زاده   | بهترین فیلمبرداری | دوره سوم جشنواره بین‌المللی فیلم فجر |      | [ ۸ ] |